# Rubén Rodríguez López
Pour les articles homonymes, voir Rubén Rodríguez, Rodríguez et López.
 (décembre 2014).
Rubén Rodríguez López, est une personnalité politique de l'Uruguay appartenant au Parti colorado, il était (es) Intendente du département de Río Negro de 1995 à 2000.